# Rowley Regis
Rowley Regis – miasto w Anglii, w hrabstwie ceremonialnym West Midlands, w dystrykcie metropolitalnym Sandwell. Leży 11 km na zachód od miasta Birmingham i 171 km na północny zachód od Londynu.